# Alisterus
Alisterus é um género de aves da família Psittacidae. O grupo é nativo da Australásia e contém três espécies conhecidas vulgarmente como periquito-rei:
- Periquito-rei-australiano, Alisterus scapularis
- Periquito-rei-de-asa-verde, Alisterus chloropterus
- Periquito-rei-amboina, Alisterus amboinensis